# Campoctonus coxalis
Campoctonus coxalis är en stekelart som beskrevs av Walley 1977. Campoctonus coxalis ingår i släktet Campoctonus och familjen brokparasitsteklar. Inga underarter finns listade.